# Killeberg
Killeberg est une localité de Suède dans la commune d'Osby en Scanie.
Sa population était de 630 habitants en 2019.